# Dasiops ensifer
Dasiops ensifer är en tvåvingeart som först beskrevs av Johann Wilhelm Meigen 1826.  Dasiops ensifer ingår i släktet Dasiops och familjen stjärtflugor. Inga underarter finns listade i Catalogue of Life.